# Phyllophaga scitula
Phyllophaga scitula är en skalbaggsart som beskrevs av Horn 1887. Phyllophaga scitula ingår i släktet Phyllophaga och familjen Melolonthidae. Inga underarter finns listade i Catalogue of Life.